# یواس‌اس لانگ بیچ (ای‌کی-۹)
یواس‌اس لانگ بیچ (ای‌کی-۹) (به انگلیسی: USS Long Beach (AK-9)) یک کشتی است که طول آن ۳۳۰ فوت (۱۰۰ متر) می‌باشد. این کشتی در سال ۱۸۹۲ ساخته شد.